# Клос, Томаш
Томаш Клос (пол. Tomasz Kłos; род. 7 марта 1973, Згеж) — польский футболист. Играл на позиции защитника. Играл за «Лодзь», «Осер», «Кайзерслаутерн», «Кёльн» и «Висла» (Краков).

## Карьера

### Клубная
Томаш начинал свою карьеру в польском Лодзь, с которым провёл три сезона, сыграв 94 матча и забив 20 голов. В последнем сезоне (1997/1998), проведенный за Лодзь, выиграл Екстраклассу. В 1998 году на 2 сезона перешёл во французский Осер. Большую часть времени, проведенного в составе «Осера», был основным игроком защиты. В 2001 году Клос перешёл в клуб-середняка Бундеслиги, Кайзерслаутерн. В сезоне 2002/2003 Томаш помог Кайзерслаутену дойти до финала Кубка Германии. В конце 2003 года 6 матчей сыграл за другой немецкий клуб, Кёльн. В 2004 году вернулся в Польшу, в команду действующих чемпионов Екстраклассы, в «Вислу» (Краков). Томаш помог клубу завоевать два чемпионства (2003/2004 и 2004/2005), проведя в нём 67 матчей и забив 5 голов. В 2006 году на два сезона вернулся в Лодзь, сыграв за него 39 матчей и забив 2 гола.

### Сборная
За Сборную Польши Томаш провёл 69 матчей и забил 6 голов. Был капитаном сборной и играл на Чемпионат мира 2002 с такими игроками, как Ежи Дудек, Томаш Франковский, Марек Козьминьский и так далее.

### Голы за сборную
| №  | Дата            | Место                                                             | Соперник          | Счет | Результат | Соревнование                   |
| -- | --------------- | ----------------------------------------------------------------- | ----------------- | ---- | --------- | ------------------------------ |
| 1. | 3 февраля 1999  | Национальный стадион, Та'Кали, Мальта                             | Мальта            | 0:1  | 0:1       | Товарищеский матч              |
| 2. | 6 сентября 2003 | Сконто, Рига, Латвия                                              | Латвия            | 0:2  | 0:2       | Квалификация на ЧЕ 2004        |
| 3. | 21 февраля 2004 | Пепси-Арена, Варшава, Польша                                      | Италия            | 2:0  | 3:1       | Товарищеский матч              |
| 4. | 21 февраля 2004 | Бахиа Сур, Сан-Фернандо, Испания                                  | Фарерские острова | 5:0  | 6:0       | Товарищеский матч              |
| 5. | 4 июня 2005     | Республиканский стадион имени Тофика Бахрамова, Баку, Азербайджан | Азербайджан       | 0:2  | 0:3       | Квалификация на ЧМ 2006 (УЕФА) |
| 6. | 13 ноября 2005  | Мини Эстади, Барселона, Испания                                   | Эквадор           | 1:0  | 3:0       | Товарищеский матч              |